# Китобійний промисел в Японії
Китобійний промисел в Японії — галузь економіки Японії, спрямований на вилов та переробку китоподібних. У зв'язку із забороною на комерційний забій, прийнятим Міжнародною китобійною комісією (МКК), в Японії китобійний промисел замаскований під вилов китів з метою наукових досліджень.
Під прапором Японії діє єдина в світі на даний момент (2017 рік) плавуча китобійна база Ніссін Мару.

## Історія
Початком китобійного промислу в Японії вважається 12 століття. Організований прибережний вилов почався приблизно в 1570-тих роках.

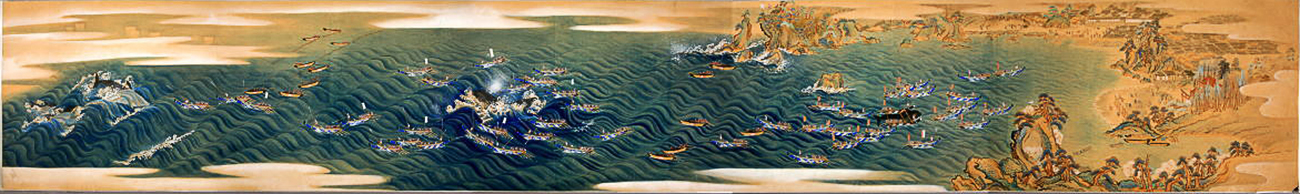
Вилов китів в районі Тайдзі. Період Едо

### Реставрація Мейдзі
Початок промислового промислу відноситься до 1890-тих років, до періоду індустріалізації Японії. Активне впровадження найсучасніших (на той момент) норвезьких китобійних технологій (парові китобійні судна з гарпунними гарматами, винайденими Свеном Фойном) пов'язане з ім'ям Юро Ока (1870—1923) — японським бізнесменом-реформатором японської китобійної галузі.

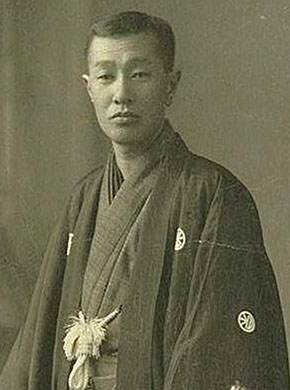
Юро Ока, фотографія 1923 р.

Конкуренція з російськими китобоями в корейських водах вивела це питання у політичну площину. Отримання компанією Оки 11 січня 1904 року ліцензії на промисел від Кореї, перемога Японії в Російсько-японській війні і захоплення російських китобійних суден зробила його монополістом в корейських водах.

### Друга світова війна
Під час другої світової війни далекі походи японських китобоїв припинилися, обмежившись прилеглими морями, крім того, більшість чоловіків-китобоїв були мобілізовані на флот. Промисел навколо Бонін припинився в березні 1945 року, коли острови були захоплені ВМФ США. Відразу після окупації Японії, вже в листопаді 1945 року, МакАртур дозволив китобійний промисел в Японії як джерело м'яса і китового жиру. У 1947 році китове м'ясо становило майже половину всього м'ясного раціону Японії.

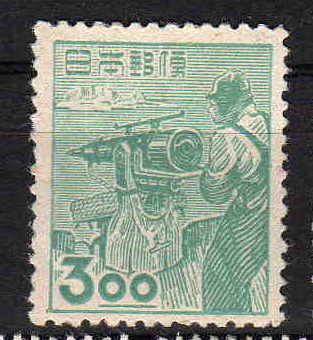
Японська марка з гарпунером, 1949 рік

У 1954 році урядовим актом китове м'ясо було включено в раціон японських школярів початкової та середньої школи.

## Промисел після прийняття мораторію
23 липня 1982 року члени Міжнародної комісії з промислу китів проголосували за прийняття мораторію на весь комерційний китобійний промисел, починаючи з сезону 1985-86 років. Японія подала офіційний протест проти мораторію в 1982 році, але відкликала його в 1987 році.
У 1987 році Японія припинила комерційний промисел у водах Антарктики, але в той же рік розпочала програму наукового промислу (JARPA — англ. Japanese Research Program in Antarctica). Ця програма тривала до 2005 року, коли її змінила нова програма — JARPA II.

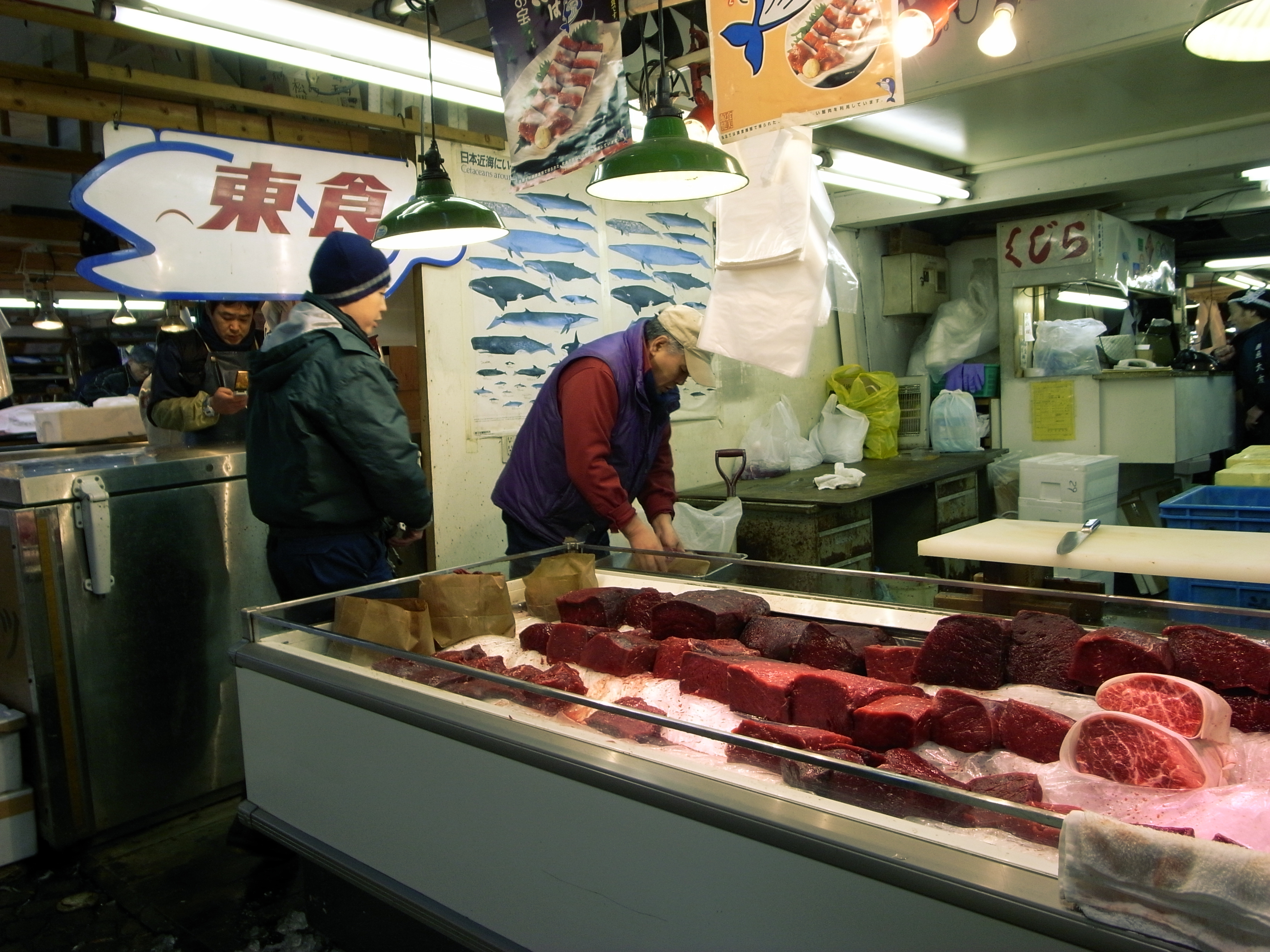
Китове м'ясо на одному з ринків Токіо. 2008 рік

У 2010 році Австралія подала позов до Міжнародного суду ООН на Японію за проведення кампанії комерційного китобійного промислу, забороненого в 1986 році МКК, в територіальних водах Австралії. У позові було заявлено, що японська програма забою китів всупереч твердженням властей не переслідує ніяких наукових цілей, а є тільки комерційним промислом.
31 березня 2014 року міжнародний суд ООН підтримав позов Австралії і зобов'язав Японію призупинити полювання на китів в Антарктиці, яка не відповідає статусу наукових досліджень. Японія заявила, що готова підкоритися забороні.
Однак в 2015 році риболовне агентство Японії оголосило, що знову має намір полювати на китів, проте обмежить їх кількість. На думку японських експертів, вбивство 333 китів на рік жодним чином не вплине на їх популяцію. У 2015 році Японія порушила заборону суду ООН і оголосила про початок нової кампанії. Квота була зменшена до 300 особин. У грудні 2015 року чотири китобійні судна відпливли в Антарктику. Активісти ООМФ відправили в Південний океан свої кораблі.
Протистояння японських китобоїв і природозахисних організацій викликає велику кількість взаємних звинувачень, погроз і насильницьких дій, які широко висвітлюються в ЗМІ.
Є відомості, що в Японії триває також і браконьєрський вилов китоподібних.
У 2014 році Міжнародний суд ООН наказав Японії припинити китовий промисел в водах Антарктики, проте влада країни не виконала цього рішення, хоча і скоротила число видобутих особин.
В кінці 2018 року Японія вирішила вийти з Міжнародної комісії з промислу китів (IWC) і, починаючи з липня 2019 року, вперше за 30 років відновила комерційний китобійний промисел.

## Схвалення в Японії
«Цікаво, що продовження полювання на китів піддтримують 60 % громадян країни [Японії]. Між іншим, за результатами проведеного японською пресою опитування, регулярно споживають китове м'ясо всього 4 %, а 10 % вживає його вкрай рідко. 37 % японців зізнались, що ніколи не пробували на смак цей продукт. Тим не менш, понад 50 % населення впевнені, що традицію полювання на морських ссавців переривати не варто».— Япония продолжит охоту на китов [Архівовано 29 Грудня 2018 у Wayback Machine.]

## Промисел дельфінів
У національному парку Тайдзі на заході Японії щорічно з вересня по квітень відкрито сезон загінного полювання на дельфінів.
У 2009 році вийшов американський документальний фільм «Бухта» про полювання на дельфінів в Тайдзі.
Японська сторона пояснює те, що відбувається, наявністю давніх традицій і тим, що дельфіни не підпадають під захист мораторію МКК.
За підрахунками екологів, за період з 2000 по 2014 рік біля берегів Тайдзі було вбито близько 18 000 дельфінів семи різних видів.

## Інститут дослідження китоподібних
Інститут дослідження китоподібних (Institute of Cetacean Research: (яп. ICR, 日本鯨類研究所, Nihon Geirui Kenkyūjo) — японська некомерційна організація з вивчення китоподібних, заснована в 1987 році на базі Інституту дослідження китів, заснованого в 1947.
Під егідою цієї організації проводиться основний вилов китів японськими китобоями, офіційно — з науковими цілями. Багато міжнародних природоохоронних організацій прямо називають даний вилов комерційним і таким, що порушує мораторій МКК.
У 2014 році Міжнародний суд в Гаазі, розглядаючи позов Австралії, спрямований на заборону Японії вилову китів в Антарктиці, постановив:
«Суд дійшов висновку, що спеціальні дозволи, які отримала Японія на вилов і забій китів в рамках програми JARPA II, не мають на меті наукові дослідження у відповідності з Міжнародною конвенцією по врегулюванню китобійного промислу». 
З 1988 до початку 2011 року в рамках дослідницької програми Інституту Японією було вбито 13,663 китів різних видів.
Склад китобійної флотилії Інституту:
- Плавуча база і завод:
  - Ніссін Мару
- Гарпунні судна:
  - Yushin Maru
  - Yushin Maru No. 2
  - Yushin Maru No. 3

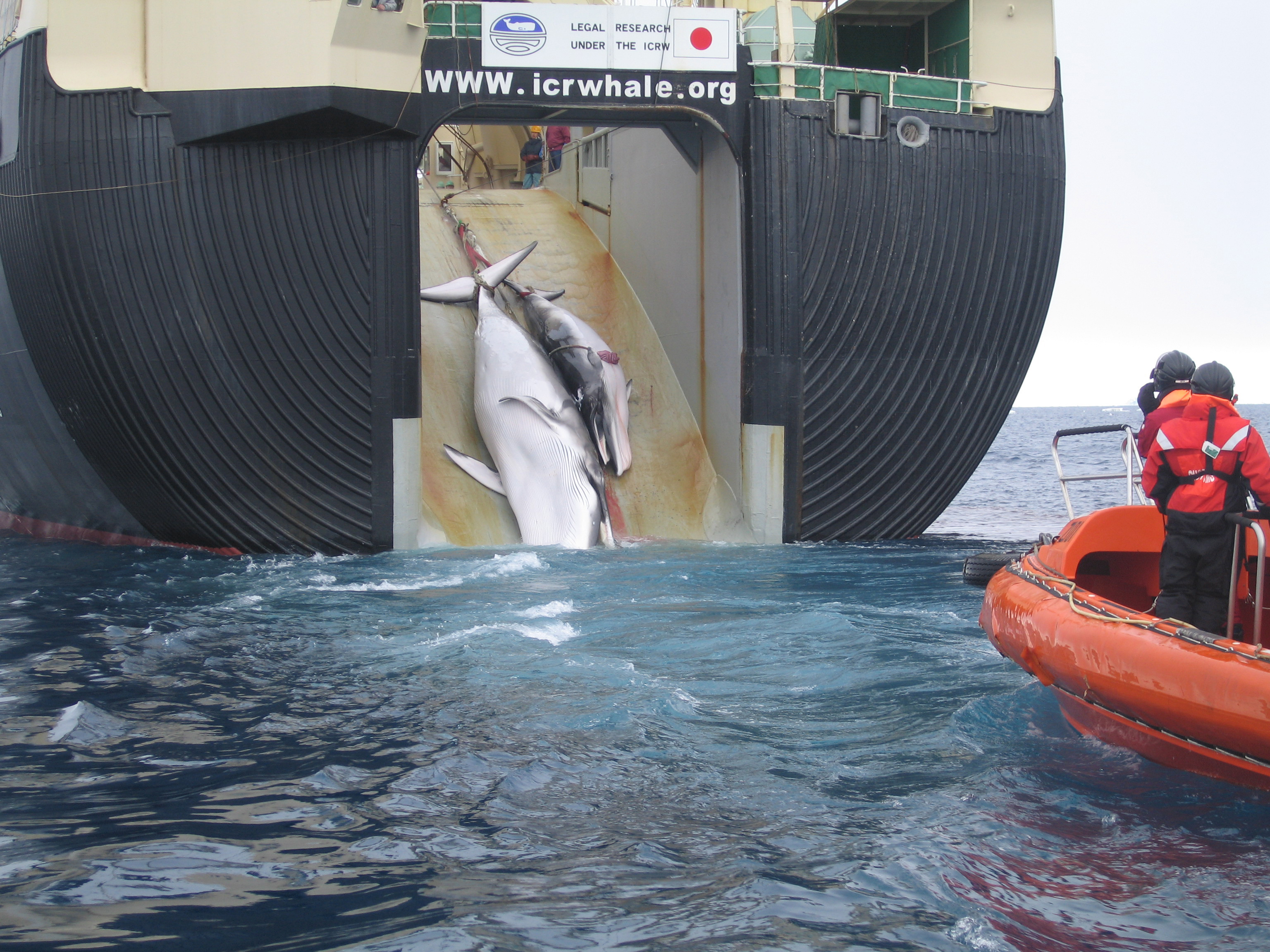
Навантаження 2 туш — матері з дитинчам малого полосатика. Видно напис «Легальні дослідження для ICR»

- Судна, призначені для виявлення китів:
  - Kaiko Maru No. 8[15]
  - Kyoshin Maru
- Кораблі підтримки:
  - Hyio Maru[16]
  - Sun Laurel[17]
  - Shonan Maru No. 2
  - Fukuyoshi Maru No. 68[18]

В даний час японськими китобійними кампаніями керує Нісісвакі Сігетосі.